# Schloss Uettingen

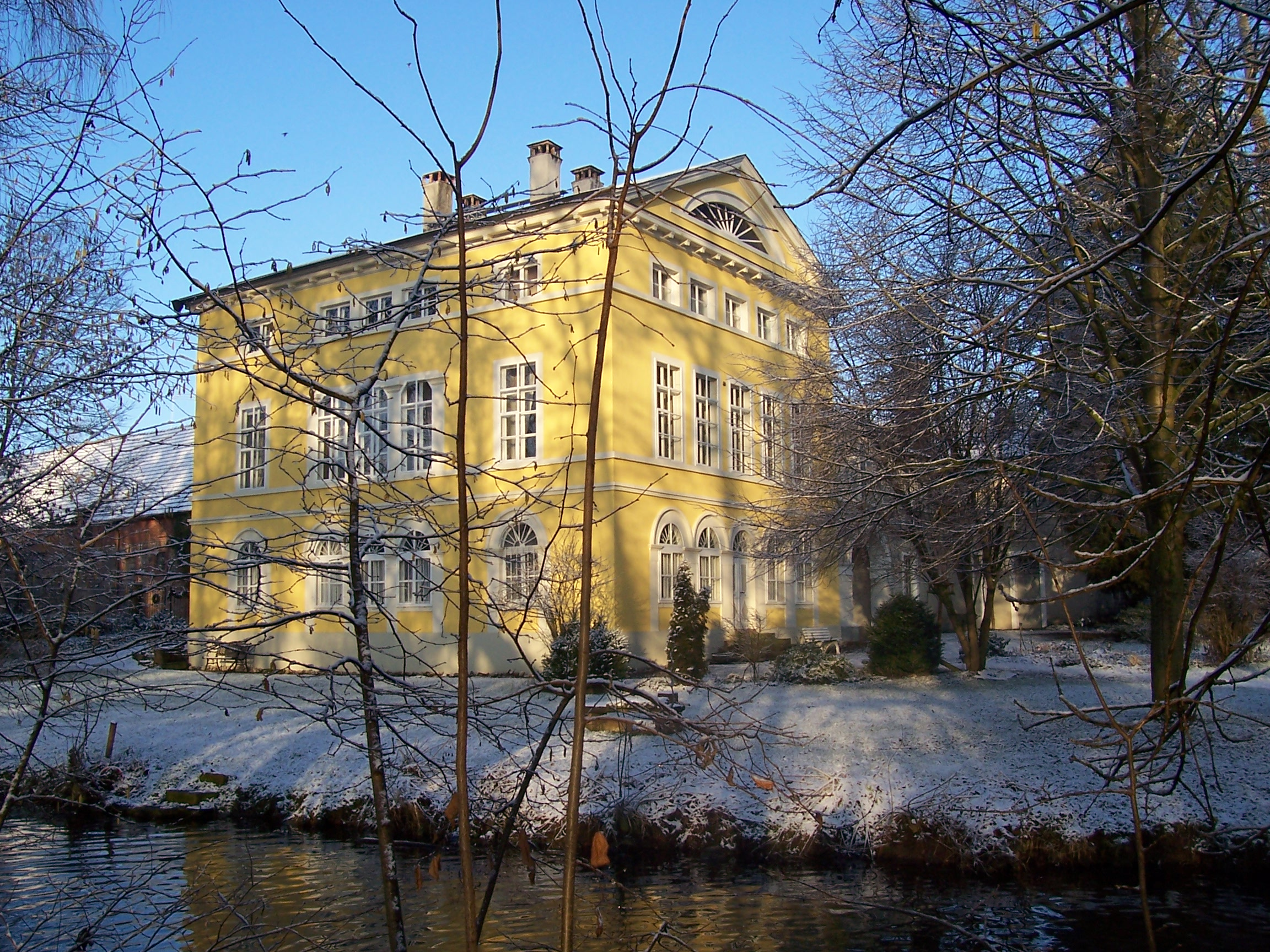
Schloss Uettingen von Südosten aus gesehen

Schloss Uettingen wurde von der fränkischen Uradelsfamilie Wolfskeel in den Jahren 1818 bis 1838 im spätklassizistischen Stil nach Plänen von Bernhard Morell erbaut und im Jahr 1920 um einen Anbau erweitert. 

## Bauwerk und Bedeutung
Dem im spätklassizistischen Stil errichteten, italienisch orientierten und auf Eichenpfählen ruhenden Schloss ist ein Gutshof vorgelagert. Hinter dem Schloss schließt sich ein etwa 11.000 Quadratmeter großer englischer Landschaftspark an. 
Die Deutsche Stiftung Denkmalschutz bezeichnet das Schloss als "herausragendes Baudenkmal des späten Klassizismus in Nordbayern" und führt hierzu aus: "Das Gebäude wird geprägt durch die vollkommene Gleichform aller vier Fassaden. Es handelt sich um eine unprätentiöse Architektur, jedoch von großer Vornehmheit. [...]  Es handelt sich um einen beeindruckend guten Originalzustand einschließlich des Dachstuhls, der als Meisterwerk der Zimmermannskunst bezeichnet wird. [...] Die ganze Ausstrahlung des Schlosses beruht nicht zuletzt auf seiner Spannung zur landschaftlichen Umgebung. Der höchst einheitliche und scharfkantige Baublock agiert in seiner einem englischen Landschaftsgarten ähnelnden Umgebung nahezu autark. Die konturgebundene Architektur steht im Kontrast zu der amorphen landschaftlichen Umgebung, was einen hohen ästhetischen Reiz ergibt."
Das Schloss ist als Baudenkmal in die Bayerische Denkmalliste eingetragen.

## Baugeschichte
Uettingen (Landkreis Würzburg) gehörte seit 1625 zu den wolffskeel´schen Besitzungen. In der Nähe des heutigen Schlosses befand sich ein Schloss, welches jedoch im Jahr 1818 schon baufällig war und 1866 im Deutschen Krieg bei den Gefechten bei Uettingen endgültig zerstört wurde. Ab dem Jahr 1818 ließ Freiherr Franz Wolfskeel v. Reichenberg das heutige Schloss Uettingen errichten. Im Jahr 1920 ließ Luitpold Graf Wolffskeel von Reichenberg das Schloss durch einen Anbau erweitern. In den Jahren 2014 bis 2016 wurde das Hauptgebäude saniert; der Eigentümer Luitpold Graf Wolffskeel von Reichenberg wurde dafür mit dem Förderpreis der Unterfränkischen Kulturstiftung des Bezirks Unterfranken zur Erhaltung historischer Bausubstanz ausgezeichnet.

## Nutzung
Diente Schloss Uettingen zunächst als Sommerresidenz, beschloss 1850 Friedrich Freiherr Wolfskeel v. Reichenberg, das Schloss ständig zu bewohnen. Im Deutschen Krieg von 1866 diente das Schloss zeitweise als Lazarett. Nach dem Zweiten Weltkrieg waren im Schloss jahrelang zahlreiche Flüchtlinge einquartiert. Das Schloss befindet sich bis heute im Privateigentum der Familie und wird von dieser genutzt. Derzeitiger Eigentümer ist Luitpold Graf Wolffskeel v. Reichenberg.

## Varia
Im November 1866 hielt sich König Ludwig II. von Bayern im Rahmen seiner Frankenreise auf Schloss Uettingen auf, um Freifrau Karoline Wolfskeel für ihre Verdienste um die Pflege der Verwundeten im Deutschen Krieg von 1866 mit dem Verdienstorden der Bayerischen Krone zu ehren.